# Taturana
A taturana  é o estágio larval (lagarta) de alguns insetos da ordem Lepidoptera. Depois da metamorfose para mariposa, acasalam durante dez horas. A fêmea morre em oito dias, e o macho, em seis. Na fase adulta, não se alimentam mais.

## Outros nomes e etimologia
Taturana (do tupi antigo tataûrana, "que se parece com fogo escuro", pela aglutinação de tatá, "fogo", una, "escuro" e rana, "semelhante"), também conhecida como tromba de elefante, marandová , maranduvá, embira, ambira, lagarta-de-fogo, bicho-cachorrinho, bicho-que-queima, bicho-cabeludo, mandruvá ou mondrová.

## Propriedades urticantes
Estas taturanas possuem pilosidades com propriedades urticantes e, por vezes, são potencialmente perigosas. Algumas espécies são letais, como a Lonomia obliqua, e são por esse motivo denominadas "taturanas assassinas", pois podem provocar hemorragia, insuficiência renal e até levar à morte. Nativas das matas da Região Sul do Brasil, ocorreram mais de mil casos de acidentes com lagartas do gênero Lonomia, alguns destes resultando em morte. O primeiro acidente envolvendo o animal foi registrado em 1989. Desde então, registrou-se cerca de 300 casos de mortes ou acidentes somente na cidade gaúcha de Passo Fundo. O único remédio eficaz para acidentes com Lonomia é o soro antilonômico, feito a partir das cerdas de taturana no Instituto Butantan.

## Proliferação atual
Pesquisas da Escola Superior de Agricultura Luiz de Queiroz (ESALQ) indicam que a proliferação atual destas deve-se ao fato de vários de seus predadores naturais terem desaparecido com a devastação do ambiente natural. Desta forma, as taturanas, que, antes, alimentavam-se das folhas da aroeira e do cedro, passaram a alimentar-se das folhas de árvores dos pomares, diminuindo, assim, a sua distância em relação ao habitat humano.

## Espécies do gêneroLonomia
- Lonomia achelous (Cramer, 1777) — Bolívia, Venezuela, Colômbia, Equador, Guiana Francesa, Brasil, Peru, Suriname
- Lonomia beneluzi Lemaire, 2002 — Guiana Francesa
- Lonomia camox Lemaire, 1972 — Venezuela, Guiana Francesa
- Lonomia columbiana Lemaire, 1972 — Costa Rica, Panamá, Colômbia
- Lonomia descimoni Lemaire, 1972 — Bolívia, Colômbia, Equador, Guiana Francesa, Peru, Suriname, Brasil, Suriname
- Lonomia diabolus Draudt, 1929 — Brasil, Guiana Francesa
- Lonomia electra Druce, 1886 — Norte da América Central
- Lonomia francescae L. Racheli, 2005 — Equador
- Lonomia frankae Meister, Naumann, Brosch & Wenczel, 2005 — Peru
- Lonomia obliqua Walker, 1855 — Argentina, Brasil, Uruguai
- Lonomia pseudobliqua Lemaire, 1973 — Bolívia, Colômbia, Equador, Venezuela, Peru
- Lonomia rufescens Lemaire, 1972 — Nicarágua,Costa Rica,Panamá, Colômbia, Peru
- Lonomia serranoi Lemaire, 2002 — El Salvador
- Lonomia venezuelensis Lemaire, 1972 — Venezuela

## Predadores naturais
Uma pesquisa da Universidade de São Paulo descobriu que o principal predador da Lonomia obliqua é uma mosca da família Tachinidae, que deposita cinco ou seis ovos na taturana. Ao nascerem, as larvas parasitoides alimentam-se de seu corpo.
Uma vespa da família Ichneumonidae faz o mesmo, embora deposite apenas um ovo.
O vírus loobMNPV é nocivo apenas para a Lonomia obliqua, que fica com movimentos lentos e aparência amarelada.
Um verme da família Mermitidae também foi identificado como predador, além de um percevejo da família Pentatomidae que consegue sugar os fluidos da lagarta.
Formigas de jardim comeram o miolo de um casulo que estava escondido sob folhas cortadas em um canteiro. Isso mostra que a fase de casulo não protege a taturana das formigas.
Não foi identificado nenhuma ave ou mamífero que agisse como inimigo natural, o que justificaria a existência dos pelos venenosos.

## Leituras adicionais
- Identificação dos inimigos naturais de Lonomia obliqua Walker, 1855 (Lpidoptera Saturniidae) e possíveis fatores determinantes do aumento da sua população, de Roberto Henrique Pinto Moraes, apresentada à Escola Superior de Agricultura Luiz de Queiroz (ESALQ), da USP de Piracicaba, em julho de 2002.